# 中龙科
中龙科（学名：Mesosauridae）是中龙目（Mesosauria）唯一一科，是一類已灭绝的爬行动物。牠们生活在大約2.99億到2.70亿年前的早二叠纪。牠們是最早的水棲爬行動物之一，在陸地上演化過後再度返回水中。

## 描述
中龍科具有超过体长一半的尾巴、灵活的脖颈、极锋利的牙齿，其外觀類似长吻鳄。雖然最常見的標本只有40公分長，最大的標本不到2公尺長，但是中龍可能是二叠纪最大型海生爬行動物。中龍目前被認為以臀头虾目和同类幼体為食，而且使用牙齿来滤水中的食物，類似現代的鯨。
目前最早的羊膜动物胚胎化石是中龙属的胚胎；其胚胎的长嘴上具有一个钉子状的小突起，部分学者认为这是卵齿（egg tooth），用来顶破卵壳或卵膜。
在巴西和南非发现中龍類的化石，證明非洲和南美原先曾是连接在一起的一个大陆。牠们的分布因此被看作是板块运动的一个证明。目前中龍類被认为生活在冈瓦纳大陆的内陆大盐湖中。
最有名的中龍科就是中龙属本身。中龍類的化石已在纳米比亚、巴西 （页面存档备份，存于）、烏拉圭、巴拉圭和南非發現 （页面存档备份，存于）。

## 外部連結
古爬行动物博物馆
http://www.mesosaurus.com （页面存档备份，存于）